# Qaummaarviit
Il parco territoriale di Qaummaarviit (luogo che splende) si trova 12 km ad ovest di Iqaluit, nella Regione di Qikiqtaaluk, nel Nunavut, Canada.
Situato su una piccola isola vicino a Peterhead Inlet, si ritiene che quell'isola fosse abitata dai Thule all'inizio del XIII secolo, attratti qui probabilmente dalla grande biodiversità della zona in quanto cacciatori abituali di mammiferi marini alla ricerca di uno stile di vita più stabile e un più variegato accesso a fonti di cibo. Si stima comunque che la popolazione qui non eccedesse le 25 unità. Oltre ad ossa sono state rinvenute 11 rozze abitazioni, anelli di pietra e resti di tende.